# Сезар (кинопремия, 1993)
18-я церемония вручения наград премии «Сезар» (также известной как Ночь Сезара (фр. Nuit des César)) за заслуги в области французского кинематографа за 1992 год состоялась 8 марта 1993 года в театре Елисейских Полей (Париж, Франция). Президентом церемонии стал итальянский актёр Марчелло Мастроянни.
Историческая драма Режиса Варнье — «Индокитай» получила пять наград, из двенадцати номинаций, включая призы за лучшую женскую роль (Катрин Денёв) и лучшую женскую роль второго плана (Доминик Блан). Лучшим фильмом года был признан полнометражный режиссёрский дебют Сирила Коллара — «Дикие ночи» (4 награды из 7 номинаций), ставший для Коллара также и последней работой. Режиссёр скончался 5 марта, за три дня до начала церемонии, от болезни, вызванной СПИДом, проблему которого он пытался поднять в своём последнем фильме.

## Список лауреатов и номинантов
Количество наград/номинаций:
- 5/12: «Индокитай»
- 2/9: «Сердце зимой»
- 4/7: «Дикие ночи»
- 1/7: «Кризис»
- 1/6: «Любовник»
- 2/4: «Ужин»
- 0/4: «Л-627» / «И маленький принц сказал»
- 1/3: «Часовой»
- 0/3: «Аккомпаниаторша»
- 0/2: «Зебра» / «Север» / «Ради сделки»
- 1/1: «Версаль, левый берег» / «Высокие каблуки»

 • Победители выделены отдельным цветом. 

### Основные категории
| Категории                                                  | Лауреаты и номинанты                                                            | Лауреаты и номинанты                                                        |
| ---------------------------------------------------------- | ------------------------------------------------------------------------------- | --------------------------------------------------------------------------- |
| Лучший фильм                                               | • Дикие ночи / Les Nuits fauves (режиссёр: Сирил Коллар (посмертно))            | • Дикие ночи / Les Nuits fauves (режиссёр: Сирил Коллар (посмертно))        |
| Лучший фильм                                               | • Индокитай / Indochine (режиссёр: Режис Варнье)                                |                                                                             |
| Лучший фильм                                               | • Л-627 / L.627 (режиссёр: Бертран Тавернье)                                    |                                                                             |
| Лучший фильм                                               | • Кризис / La Crise (режиссёр: Колин Серро)                                     |                                                                             |
| Лучший фильм                                               | • И маленький принц сказал / Le Petit Prince a dit (режиссёр: Кристина Паскаль) |                                                                             |
| Лучший фильм                                               | • Сердце зимой / Un cœur en hiver (режиссёр: Клод Соте)                         |                                                                             |
| Лучшая режиссура                                           | • Клод Соте за фильм «Сердце зимой»                                             | • Клод Соте за фильм «Сердце зимой»                                         |
| Лучшая режиссура                                           | • Режис Варнье — «Индокитай»                                                    |                                                                             |
| Лучшая режиссура                                           | • Бертран Тавернье — «Л-627»                                                    |                                                                             |
| Лучшая режиссура                                           | • Кристина Паскаль — «И маленький принц сказал»                                 |                                                                             |
| Лучшая режиссура                                           | • Сирил Коллар — «Дикие ночи»                                                   |                                                                             |
| Лучший актёр                                               |                                                                                 | • Клод Риш — «Ужин» (фр.) (за роль Талейрана)                               |
| Лучший актёр                                               | • Даниэль Отёй — «Сердце зимой» (за роль Стефана)                               |                                                                             |
| Лучший актёр                                               | • Ришар Берри — «И маленький принц сказал» (за роль Адама Лейбовича)            |                                                                             |
| Лучший актёр                                               | • Клод Брассёр — «Ужин» (за роль Фуше)                                          |                                                                             |
| Лучший актёр                                               | • Венсан Линдон — «Кризис» (за роль Виктора Бареля)                             |                                                                             |
| Лучшая актриса                                             |                                                                                 | • Катрин Денёв — «Индокитай» (за роль Элиан Деврие)                         |
| Лучшая актриса                                             | • Анемон — «И маленький принц сказал» (за роль Мелани)                          |                                                                             |
| Лучшая актриса                                             | • Эммануэль Беар — «Сердце зимой» (за роль Камиллы)                             |                                                                             |
| Лучшая актриса                                             | • Жюльет Бинош — «Ущерб» (за роль Анны Бартон)                                  |                                                                             |
| Лучшая актриса                                             | • Каролин Селлье (фр.) — «Зебра» (фр.) (за роль Камиллы)                        |                                                                             |
| Лучший актёр второго плана                                 |                                                                                 | • Андре Дюссолье — «Сердце зимой» (за роль Максима)                         |
| Лучший актёр второго плана                                 | • Фабрис Лукини — «Возвращение Казановы» (за роль Камиля)                       |                                                                             |
| Лучший актёр второго плана                                 | • Жан-Пьер Марьель — «Макс и Джереми» (за роль Алмейды)                         |                                                                             |
| Лучший актёр второго плана                                 | • Патрик Тимси (фр.) — «Кризис» (за роль Мишу)                                  |                                                                             |
| Лучший актёр второго плана                                 | • Жан Янн — «Индокитай» (за роль Ги Асселина)                                   |                                                                             |
| Лучшая актриса второго плана                               |                                                                                 | • Доминик Блан — «Индокитай» (за роль Иветт)                                |
| Лучшая актриса второго плана                               | • Бриджитт Катийон (фр.) — «Сердце зимой» (за роль Режины)                      |                                                                             |
| Лучшая актриса второго плана                               | • Мишель Ларок — «Кризис» (за роль Мартины)                                     |                                                                             |
| Лучшая актриса второго плана                               | • Мария Паком (фр.) — «Кризис» (за роль мадам Барель)                           |                                                                             |
| Лучшая актриса второго плана                               | • Забу Брайтман — «Кризис» (за роль Изабель Барель)                             |                                                                             |
| Самый многообещающий актёр                                 |                                                                                 | • Эммануэль Салинжер (фр.) — «Часовой» (фр.)                                |
| Самый многообещающий актёр                                 | • Ксавье Бовуа (фр.) — «Север» (фр.)                                            |                                                                             |
| Самый многообещающий актёр                                 | • Грегуар Колен (фр.) — «Оливье, Оливье» (фр.)                                  |                                                                             |
| Самый многообещающий актёр                                 | • Оливье Мартинес — «Остров мастодонтов» (фр.)                                  |                                                                             |
| Самый многообещающий актёр                                 | • Жюльен Рассам — «Аккомпаниаторша» (фр.)                                       |                                                                             |
| Самая многообещающая актриса                               |                                                                                 | • Романа Боринже — «Дикие ночи»                                             |
| Самая многообещающая актриса                               | • Изабель Карре — «Ради сделки» (фр.) (за роль Валери)                          |                                                                             |
| Самая многообещающая актриса                               | • Шарлотт Кади (фр.) — «Л-627»                                                  |                                                                             |
| Самая многообещающая актриса                               | • Фам Линь Дан — «Индокитай»                                                    |                                                                             |
| Самая многообещающая актриса                               | • Эльза Зильберштейн (фр.) — «Ради сделки» (за роль Фредерики)                  |                                                                             |
| Лучший оригинальный или адаптированный сценарий            | • Колин Серро — «Кризис»                                                        | • Колин Серро — «Кризис»                                                    |
| Лучший оригинальный или адаптированный сценарий            | • Мишель Александр (фр.) и Бертран Тавернье — «Л-627»                           |                                                                             |
| Лучший оригинальный или адаптированный сценарий            | • Арно Деплешен — «Часовой»                                                     |                                                                             |
| Лучший оригинальный или адаптированный сценарий            | • Сирил Коллар — «Дикие ночи»                                                   |                                                                             |
| Лучший оригинальный или адаптированный сценарий            | • Жак Фьески и Клод Соте — «Сердце зимой»                                       |                                                                             |
| Лучшая музыка к фильму                                     | • Габриэль Яред за музыку к фильму «Любовник»                                   | • Габриэль Яред за музыку к фильму «Любовник»                               |
| Лучшая музыка к фильму                                     | • Жорж Делерю — «Дьенбьенфу»                                                    |                                                                             |
| Лучшая музыка к фильму                                     | • Патрик Дойл — «Индокитай»                                                     |                                                                             |
| Лучшая музыка к фильму                                     | • Рене-Марк Бини (фр.) — «Дикие ночи»                                           |                                                                             |
| Лучший монтаж                                              | • Лизе Больё — «Дикие ночи»                                                     | • Лизе Больё — «Дикие ночи»                                                 |
| Лучший монтаж                                              | • Женевьева Виндинг (фр.) — «Индокитай»                                         |                                                                             |
| Лучший монтаж                                              | • Ноэль Буассон (фр.) — «Любовник»                                              |                                                                             |
| Лучшая работа оператора                                    | • Франсуа Катонне (фр.) — «Индокитай»                                           | • Франсуа Катонне (фр.) — «Индокитай»                                       |
| Лучшая работа оператора                                    | • Ив Анжело — «Аккомпаниаторша»                                                 |                                                                             |
| Лучшая работа оператора                                    | • Робер Фрэсс — «Любовник»                                                      |                                                                             |
| Лучшая работа оператора                                    | • Ив Анжело — «Сердце зимой»                                                    |                                                                             |
| Лучшие декорации                                           | • Жак Бюфнуар — «Индокитай»                                                     | • Жак Бюфнуар — «Индокитай»                                                 |
| Лучшие декорации                                           | • Хоанг Тан Эт — «Любовник»                                                     |                                                                             |
| Лучшие декорации                                           | • Франсуа Де Ламот (фр.) — «Ужин»                                               |                                                                             |
| Лучшие костюмы                                             | • Сильви Де Сегонзак — «Ужин»                                                   | • Сильви Де Сегонзак — «Ужин»                                               |
| Лучшие костюмы                                             | • Пьер-Ив Гайро и Габриэлла Пескуччи — «Индокитай»                              |                                                                             |
| Лучшие костюмы                                             | • Ивонн Сассино Де Нель (фр.) — «Любовник»                                      |                                                                             |
| Лучший звук                                                | • Доминик Эннекен (фр.) и Гийом Сьиама (фр.) — «Индокитай»                      | • Доминик Эннекен (фр.) и Гийом Сьиама (фр.) — «Индокитай»                  |
| Лучший звук                                                | • Поль Лайне (фр.) и Жерар Лампс (фр.) — «Аккомпаниаторша»                      |                                                                             |
| Лучший звук                                                | • Пьер Ленуар (фр.) и Жан-Поль Лоблие (фр.) — «Сердце зимой»                    |                                                                             |
| Лучший дебютный фильм                                      | • «Дикие ночи» (режиссёр: Сирил Коллар (посмертно))                             | • «Дикие ночи» (режиссёр: Сирил Коллар (посмертно))                         |
| Лучший дебютный фильм                                      | • «Часовой» (режиссёр: Арно Деплешен)                                           |                                                                             |
| Лучший дебютный фильм                                      | • «Зебра» (режиссёр: Жан Пуарэ (фр.))                                           |                                                                             |
| Лучший дебютный фильм                                      | • «Север» (режиссёр: Ксавье Бовуа)                                              |                                                                             |
| Лучший дебютный фильм                                      | • «Незначительные люди» (фр.) (режиссёр: Седрик Клапиш)                         |                                                                             |
| Лучший короткометражный фильм (фр. Meilleur Court-métrage) | • Версаль, левый берег / Versailles Rive-Gauche (режиссёр: Брюно Подалидес)     | • Версаль, левый берег / Versailles Rive-Gauche (режиссёр: Брюно Подалидес) |
| Лучший короткометражный фильм (фр. Meilleur Court-métrage) | • Hammam (режиссёр: Florence Miailhe)                                           |                                                                             |
| Лучший короткометражный фильм (фр. Meilleur Court-métrage) | • Дворник / Le balayeur (режиссёр: Серж Элиссальд)                              |                                                                             |
| Лучший короткометражный фильм (фр. Meilleur Court-métrage) | • Омнибус / Omnibus (режиссёр: Сэм Карманн)                                     |                                                                             |
| Лучший иностранный фильм                                   | • Высокие каблуки / Tacones lejanos (Испания, режиссёр Педро Альмодовар)        | • Высокие каблуки / Tacones lejanos (Испания, режиссёр Педро Альмодовар)    |
| Лучший иностранный фильм                                   | • Любовник / L'Amant (Великобритания, Франция, Вьетнам реж. Жан-Жак Анно)       |                                                                             |
| Лучший иностранный фильм                                   | • Мужья и жёны / Husbands and Wives (США, реж. Вуди Аллен)                      |                                                                             |
| Лучший иностранный фильм                                   | • Говардс-Энд / Howards End (Великобритания реж. Джеймс Айвори)                 |                                                                             |
| Лучший иностранный фильм                                   | • Игрок / The Player (США, реж. Роберт Олтмен)                                  |                                                                             |

### Специальные награды
| Награда          | Лауреаты              | Лауреаты   |
| ---------------- | --------------------- | ---------- |
| Почётный «Сезар» |                       | • Жан Маре |
| Почётный «Сезар» | • Марчелло Мастроянни |            |
| Почётный «Сезар» | • Жерар Ури           |            |